# Gustav Müller (narciarz)
Gustav „Gustl” Müller (ur. 23 października 1903 w Bayrischzell, zm. 20 września 1989 tamże) – niemiecki narciarz. Olimpijczyk. Wielokrotny uczestnik mistrzostw świata i mistrz kraju.
Uczestniczył w Zimowych Igrzyskach Olimpijskich 1928 w Sankt Moritz, zajmując w konkursie kombinatorów norweskich 21. pozycję.
W swojej karierze sześciokrotnie brał udział rywalizacji skoczków narciarskich na mistrzostwach świata seniorów – w 1926 w Lahti zajął 15. miejsce (28,5 i 31,5 metra), w 1927 w Cortina d’Ampezzo był 27. (51 i 48,5 metra), w 1929 w Zakopanem uplasował się na 28. pozycji (42 i 49 metrów), w 1931 w Oberhofie zajął 46. miejsce (54,5 i 53 metry), w 1933 w Innsbrucku był piąty (60 i 68,5 metra), a w 1934 w miejscowości Sollefteå uplasował się na 38. pozycji (41 i 49,5 metra).
Raz uplasował się w czołowej „szóstce” rywalizacji kombinatorów norweskich na mistrzostwach świata seniorów – w 1933 był czwarty. Ponadto w 1926 zajął 16. miejsce, w 1929 dziewiątą pozycję, a w 1931 ponownie był dziewiąty.
W 1927 zajął 5. miejsce w rywalizacji biegaczy narciarskich na mistrzostwach świata seniorów w biegu na 18 kilometrów i 9. w biegu na 50 kilometrów.
Müller wielokrotnie zdobywał mistrzostwo Niemiec – czterokrotnie w biegach narciarskich (w 1928, 1930 i 1932 w sztafecie 4 x 10 km, a w 1930 w biegu na 50 km) i trzykrotnie w kombinacji norweskiej (1927, 1929 i 1931).
Współzałożyciel klubu sportowego Skiclub Bayrischzell, którego barwy reprezentował.